# James Royal
James Royal, de son vrai nom James Nairn, né le 14 juillet 1941 à Ealing (Royaume-Uni) est un chanteur pop britannique. Actif de 1964 à 1973, il a connu en 1967 et 1968 un succès international grâce à son titre Call My Name.

## Biographie

### Les débuts
James Nairn est né le 4 juillet 1941 à Ealing dans les faubourgs de Londres. À la fin de ses études secondaires, il s'engage pour trois ans dans la Royal Air Force. Au sortir de l'armée, introduit à la pop music par le biais du style skiffle, il entreprend de créer son groupe The Hawks avec lequel il joue dans les pubs et les clubs londoniens. On le trouve fréquemment au Ealing Jazz Club (en) (souvent appelé Ealing Club), le club mythique d'Alexis Corner. Le club est alors fréquenté par des futures stars telles que John Entwistle qui s'apprêtait à créer The Who ou le guitariste Albert Lee, et tous ces gens s'entraident lorsque l'un d'eux est indisponible pour un engagement.
Au printemps de l'année 1964, le groupe participe au télé-crochet hebdomadaire télévisé Ready, Steady - Win! destiné à découvrir les nouveaux Beatles et se hisse jusqu'à la finale. Celle-ci est remportée le 8 septembre 1964 par le groupe The Bo Street Runners (en) emmené par Mick Fleetwood. La chanson I'm Leaving You interprétée en finale par « Jimmy Royal and the Hawks » est publiée par Decca sur l'album rétrospective de la compétition. L'année suivante, le groupe signe avec le label Parlophone qui publie deux singles, le premier sous l'appellation de « James Royal and the Hawks » et le second sous son nom de « James Royal » seul. Royal est alors assimilé au mouvement Mod et à la culture de Carnaby Street.

### Les années CBS
En 1966, sa carrière est prise en main par le promoteur Mervyn Conn (en) qui lui obtient un contrat d'édition avec la compagnie CBS Records qui avait créé trois ans auparavant sa filiale du Royaume-Uni. Conn était le promoteur des tournées en Grande-Bretagne des têtes d'affiche américaines telles que Johnny Cash, Chuck Berry ou Jerry Lee Lewis. Plusieurs séances d'enregistrement sont organisées avec des musiciens de studio renommés tels que le guitariste Jimmy Page, le bassiste Herbie Flowers ou la batteur Clem Cattini. Le premier single issu de ces sessions, Call My Name, est publié en 1967 en Grande-Bretagne et l'année suivante dans les autres pays européens où il est bien accueilli, particulièrement en France où il marche très fort fin 1967/début 1968.
Concernant les ventes dans les pays francophones, le titre se classe à la 5e place en Belgique en mars 1968 et à la 11e en France en décembre 1967, pays où on le trouve même à la 4e place à la même période dans un classement intégrant les ventes, les passages en radio et les hits-parades. En France toujours, Call My Name est considéré par certains comme faisant partie de la bande-son du printemps 68,,. La même année, il tourne avec Johnny Cash et Carl Perkins.
Grâce à ces résultats encourageants, onze autres singles sont publiés au cours des deux années suivantes. James Royal enregistre alors certaines de ses chansons en italien et en espagnol, et il fait des tournées en Europe. Il s'est alors tourné vers le style Northern Soul et enregistre plutôt des ballades. Certains obtiennent un succès d'estime comme A Woman Called Sorrow en Allemagne. Toutefois, l'artiste ne réussit pas à s'imposer au Royaume-Uni ou aux États-Unis. À ce propos, la revue Record World remarque dans son bilan de l'année 1968 :
« Le public français a montré un goût plus exigeant pour la musique étrangère, portant même des chansons restées inconnues dans leur pays natal au sommet des palmarès : Days of Pearly Spencer de David McWilliams, Call My Name de James Royal et Nights in White Satin des Moody Blues. »

### Deuxième partie de carrière
En 1970, Royal se laisse convaincre par son impresario Mervyn Conn de rejoindre le label Carnaby dont celui-ci était devenu propriétaire ; la rupture du contrat avec CBS est négociée au mois d'août. Ce label, qui éditait auparavant Sandie Shaw et John Walker, n'a pas de succursale à l'étranger, si bien que les disques qu'il édite sont produits sous licence dans les autres pays par des compagnies locales comme Pathé Marconi/Stateside en France, Global Records en Allemagne, Ekipo/Exit en Espagne ou Capitol aux États-Unis.
Carnaby éditera sept singles destinés au marché international qui connaîtront des fortunes diverses selon les pays. Le troisième d'entre eux, Caroline (ou Carolina selon les pays) obtient un certain succès en Italie et en Espagne, et même dans l'hémisphère sud (Australie, Argentine) ; en France, il se classe à la 44e place des ventes en juin 1971. Ce titre a été écrit par Terry Britten qui composera par la suite plusieurs hits pour Tina Turner.
Royal enregistre trois albums entre 1970 et 1973, année marquant la fin de ses enregistrements originaux. Il enregistre aussi des singles spécifiquement destinés à des marchés étrangers. En outre, il participe en 1972 à la tournée de Jerry Lee Lewis.

### Nouvelle vie en Australie

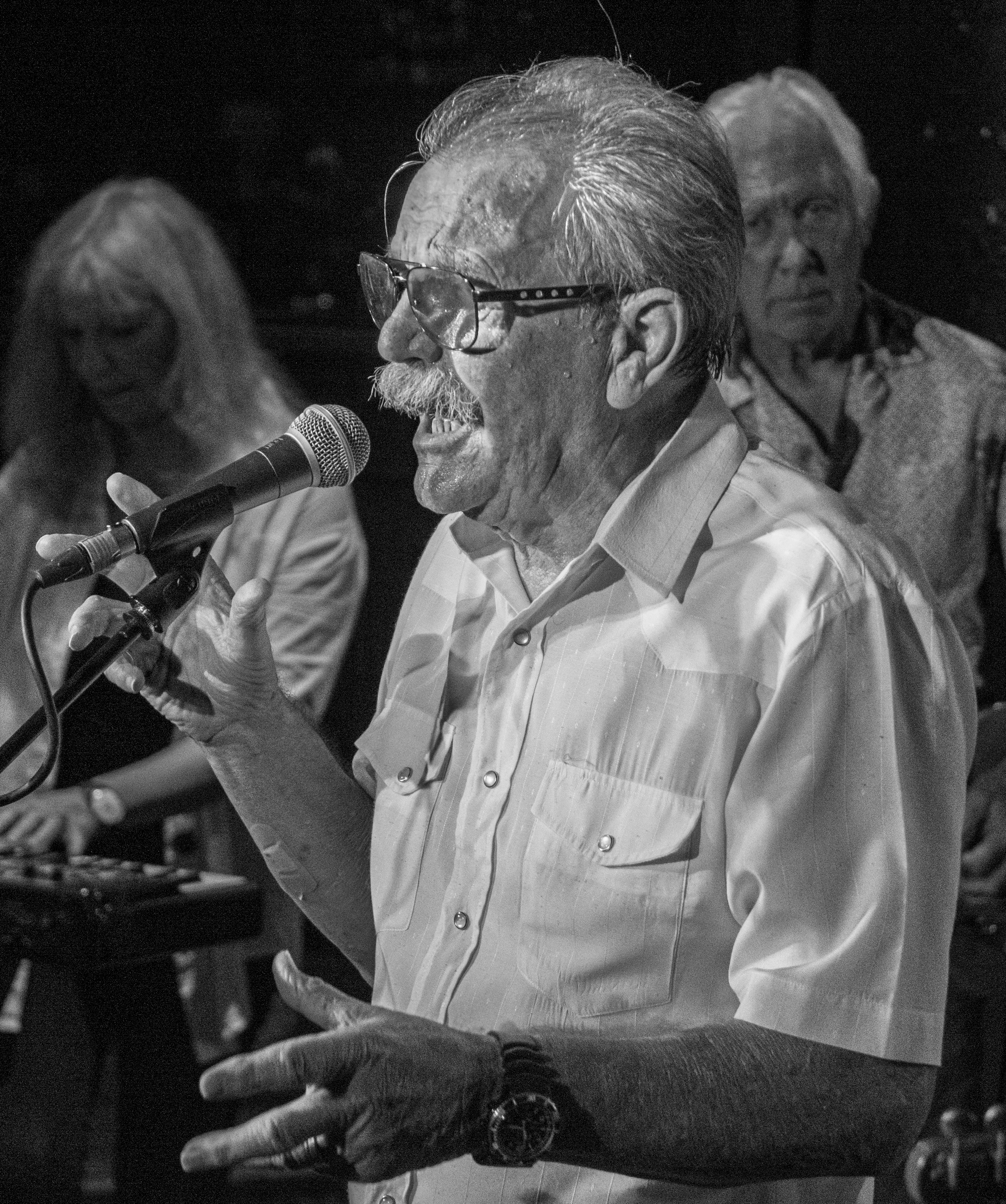
James Royal au Ealing Club de Londres en 2019.

Dans les années suivantes, la carrière de James Royal marque le pas, et après une décennie de tournées il est fatigué. Selon ses propres dires, il « fume comme un pompier, boit trop, et son mariage bat de l'aile ». Il a surtout compris qu'il avait été floué pendant des années par son manager Mervyn Conn, qu'il appelle « le bien-nommé ».
Après avoir divorcé de sa première épouse, James Royal épouse en 1979 une australienne dénommée Christine Dart qu'il avait connue au lycée à Londres. Ils partent s'établir en Australie en 1984, d'abord à Brisbane où Royal essaie vainement de relancer sa carrière, puis en 1988 dans la commune de Toowoomba, où il devient chauffeur de taxi, métier qu'il exerçait encore en 2012.
Après avoir pris sa retraite, Royal est retourné se produire le 24 juillet 2019 au Ealing Club de ses débuts, accompagné d'un orchestre de vétérans dont le bassiste Nick Simper, membre fondateur de Deep Purple.

## Discographie

### Singles

#### 45t destinés au marché international
- 1965 : (James Royal and the Hawks) She's About A Mover  / Black Cloud – Parlophone R 5290
- 1965 : Work Song /  I Can't Stand It – Parlophone R 5383
- 1967 : Call My Name / When It Comes to My Baby – CBS 2525
- 1967 : It's All in the Game / Green Days – CBS 2739
- 1967 : I Can't Stand It / A Little Bit of Rain – CBS 2959
- 1968 : Take Me Like I Am / Sitting In The Station – CBS 3232
- 1968 : Hey Little Boy / Thru' The Love – CBS 3450
- 1968 : A Woman Called Sorrow / Fire – CBS 3624
- 1969: Time Hangs On My Mind / Anna-Lee – CBS 3797
- 1969 : House Of Jack / Which Way To Nowhere – CBS 3915
- 1969 : I've Got Something Bad On My Mind / She's Independent – CBS 4139
- 1969 : Sent Out Love / I've Lost You – CBS 4463
- 1970 : And Soon The Darkness / I'm Going Home – CBS 5032
- 1971 : Noah / Big Heat (on the Loose) – Carnaby (UK) / Global 6004 978 (Allemagne)
- 1971 : Ol' Man River / Conspiracy Of Cards – Carnaby (UK) / Global 6004 997 (Allemagne)
- 1971 : This Is My Woman / Noah – Carnaby
- 1971 : Noah / The Children Outside – Carnaby / Global Records
- 1971 : Carolina / Woman Called Sorrow – Carnaby 6151 002
- 1972 : (Jimmy Royal & Liz Christian) Two of Us / Who Are We – Carnaby 6151 006
- 1973 : Lazy Mazie / Shining Sun – Global 22523

#### 45t destinés à des marchés spécifiques
- 1968 : Come Mai (version italienne de Call My Name) / Call My Name (version originale) – CBS 3319 (destiné au marché italien)
- 1968 : Take Me Like I Am / Hey Little Boy – CBS 3448 (destiné au marché allemand)
- 1969 : Sara' Lunga La Notte (version italienne de Thru the Love) / Ora Tu Sei Qui (version italienne de The Fire) – CBS 4010 (destiné au marché italien)
- 1971 : Big Heat (is on the Loose) [Intenso calor (en el aire)] / Caroline – Ekpo 2596 (destiné au marché espagnol)
- 1972 : Noé (version espagnole de Noah) / Carolina - Stateside 1J 006-93.642 (destiné au marché espagnol)

### Albums

#### Albums destinés au marché international
- 1964 : (Jimmy Royal and the Hawks, artistes variés) Ready, Steady - Win! –  Decca LK 4634
- 1969 : Call My Name – CBS S63780 (réédité en 2006)
- 1970 : One Way –  Carnaby CNLS 6008
- 1971 : The Light And Shade Of James Royal – Carnaby 6302011
- 1973 : (Jimmy Royal) Stone Cold Soul – Nashville International NAL 5006 et Global Records 26008
- 1987 : Ready, Steady - Win! (réédition avec 6 titres supplémentaire) –  See For Miles Records SEE 202
- 1992 : Ready, Steady - Win! (réédition en CD) –  See For Miles Records SEECD 202
- 2010 : The Essential Hits Singles and More –  Magic Records MAM 113 (compilation)
- 2017 :  Call My Name: Selected Recordings 1964-1970 (compilation rétrospective) – RPM Records Retro-989

#### Albums destinés à des marchés spécifiques
- 1970 : Carolina - Odeon Pops 366015 (destiné au marché argentin)
- 1970 : James Royal - Global Records 6306 900  (destiné au marché allemand)
- 1970 : Carolina - Ekipo 2596 (destiné au marché espagnol)
- 1971 : One Way - Carnaby CSP 34121 (destiné au marché italien)